# رشته‌کوه ساندیق
رشته‌کوه ساندیق (به قرقیزی: Сандык кырка тоосу، ساندىق قىرقا تووسۇ) یک کوه در قرقیزستان است که در استان نارین واقع شده‌است. رشته‌کوه ساندیق ۳٬۹۴۷ متر بالاتر از سطح دریا واقع شده‌است.